# Jacques Villeré

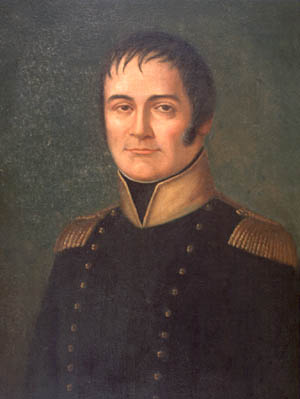
Jacques Villeré

Jacques Philippe Villeré (* 28. April 1761 im St. John the Baptist Parish, Louisiana (Kolonie); † 7. März 1830 in St. Bernard Parish, Louisiana) war ein US-amerikanischer Politiker und von 1816 bis 1820 Gouverneur des Bundesstaates Louisiana.

## Frühe Jahre
Zum Zeitpunkt seiner Geburt war Louisiana (Kolonie) noch im Besitz der französischen Krone. Sein Vater Joseph Roi de Villeré war Marinebeauftragter von König Ludwig XV. und wurde bei einem spanischen Überfall getötet. Jacques wurde in Frankreich auf Kosten der Regierung unter Ludwig XVI. erzogen und ausgebildet. Er wurde Mitglied der französischen Armee und im Jahr 1776 in Santo Domingo stationiert. 1778 wurde er von den Spaniern gefangen genommen und einige Jahre festgehalten. Nach einem Treueeid gegenüber Spanien wurde er im Jahr 1784 wieder freigelassen. In diesem Jahr heiratete er Jeanne Henriette de Fazende, deren Vater eine große Plantage etwa sieben Meilen flussabwärts von New Orleans besaß.

## Politischer Aufstieg
Im Jahr 1803 war er Stadtrat in New Orleans. Nachdem Präsident Thomas Jefferson das Louisiana-Territorium von Frankreich gekauft hatte, wurde Villeré im neu entstandenen Orleans-Territorium Mitglied der Miliz, in der er es bis zum Generalmajor brachte. Außerdem war er Geschworener im Orleans Parish und Friedensrichter im St. Bernard Parish. Danach war er Mitglied der verfassungsgebenden Versammlung von Louisiana, das im Jahr 1812 Bundesstaat der Vereinigten Staaten wurde.
Villeré bewarb sich noch im Jahr 1812 um das Amt des Gouverneurs des neuen Staates. Dabei hoffte er auf die Unterstützung seiner kreolischen Landsleute. Deren Stimmen teilten sich aber auf, weil mit Jean d’Estrehan ein weiterer Kreole kandidierte. Dadurch schaffte William Charles Cole Claiborne den Wahlsieg. Im Britisch-Amerikanischen Krieg wurde 1815 seine Plantage von den Briten zerstört. Villeré nahm als General der Miliz an der Schlacht von New Orleans teil, die die Amerikaner unter General Andrew Jackson gegen die Briten gewannen. Am 1. Juli 1816 wurde Villeré als Kandidat der Demokratisch-Republikanischen Partei zum neuen Gouverneur seines Staates gewählt.

## Gouverneur von Louisiana
Villeré trat sein neues Amt am 17. Dezember 1816 an. In seiner vierjährigen Amtszeit wurden die sogenannten Black codes (Gesetze zur Unterdrückung der freien, nicht versklavten Schwarzen) erlassen. Jeder, der in einem Duell seinen Gegner tötete, wurde per Gesetz mit der Todesstrafe bedroht. Damit wollte man die zahlreichen Duelle in jener Zeit eindämmen. Die Einwanderung in den neuen Staat wurde eingeschränkt. In einer Zeit, in der es zwischen der ursprünglich kreolischen Bevölkerung und den eingewanderten Amerikanern aus dem Norden zu Spannungen kam, setzte der Gouverneur auf Verhandlungen zwischen den beiden Volksgruppen. Wirtschaftlich gab es damals in Louisiana einen Aufschwung.

## Weiterer Lebenslauf
Nach dem Ende seiner Amtszeit zog sich Villeré zunächst aus der Politik zurück und widmete sich seinen privaten Interessen. Im Jahr 1824 kehrte er nochmals auf die politische Bühne zurück, indem er nochmals für das Amt des Gouverneurs von Louisiana kandidierte. Ähnlich wie 1812 musste er aber die kreolischen Stimmen mit einem Mitbewerber teilen, so dass Henry Johnson die Wahl gewann. Danach zog er sich auf seine Plantage im St. Bernard Parish zurück, wo er 1830 nach längerer Krankheit verstarb. Mit seiner Frau Jeanne Henriette hatte er acht Kinder.